# 森田政仁
森田 政仁（もりた まさひと、1965年8月30日 - ）は、北海道出身のフリーアナウンサー。血液型はA型。
札幌南高等学校を経て（在学中、生徒会長を務めた）、1990年に北海道大学経済学部卒業後、同年4月北海道テレビ放送（HTB）にアナウンサーとして入社。『水曜どうでしょう』ディレクターの藤村忠寿、『ドラバラ鈴井の巣』元チーフディレクターの杉山順一は同期である。
鈴井貴之・大泉洋らと共に出演した『モザイクな夜V3』などのバラエティ番組や情報番組、音楽番組の他、アジアリーグアイスホッケーなどのスポーツ実況を担当。1995年には提携しているFMノースウェーブでもラジオパーソナリティを務めた。
1996年9月にHTBを退社後は、上京してフリーアナウンサーとして活躍。なお、一時期は一部平仮名の「もりた政仁」として出演したこともある。
局アナ時代の1992年には「パネルクイズ アタック25」系列局アナウンサー大会に出場（城ゆりとのペア）し、パリ旅行を獲得した。

## 出演番組
- 気分は天気（1986年4月7日 - 1993年9月30日、HTB）
- モザイクな夜V3（1994年4月4日 - 1996年9月30日、HTB）
- Midnight Hospital(1995年1月 - 1996年9月、FMノースウェーブ）
- TV North(1995年10月 - 1996年9月、HTB・FMノースウェーブ)
- 寝ないで×××（1997年3月、TBS)
- 超次元タイムボンバー(1997年1月 - 1997年3月、テレビ朝日)
- SPORTS SPOTTERS（1997年4月～1997年9月、テレビ朝日)
- HOT HIT JAY BOY(1999年5月 - 2000年3月、エフエム山形）
- ズバリ開店情報（スカイパーフェクTV）
- パイレーツのビックリマル得情報局（2000年6月 - 2001年3月）
- はやみみ情報局（2001年4月 - 2002年3月）
- FNNスーパーニュース 特集コーナーレポーター（2002年1月 - 、フジテレビ）